# قصور من چیست؟
قصور من چیست؟ (به هندی: Mera Qasoor Kya Hai) یا اشتباه من چیست؟ فیلمی محصول سال ۱۹۶۴ و به کارگردانی کریشنان-پانجو است. در این فیلم بازیگرانی همچون درمندرا، ناندا، اوم پراکاش ایفای نقش کرده‌اند.